# Calciumcarbide
Calciumcarbide (IUPAC-naam: calciumdicarbide), ook bekend onder de namen carbid, karbiet en carbuur, is een anorganische verbinding van calcium en koolstof, met als brutoformule CaC2. De stof komt als kristallijne voor als een witgeel tot grijsblauw poeder of als brokken. Calciumcarbide is het calciumzout van ethyn. Het heeft een tetragonaal kristalstelsel.

## Synthese
Calciumcarbide werd voor het eerst in 1862 door Friedrich Wöhler per ongeluk bereid door calciumcarbonaat met cokes te verhitten tot hoge temperaturen met als doel calcium te synthetiseren. Het wordt sinds 1892 in de industrie gemaakt door calciumoxide CaO, dat is ongebluste kalk, met koolstof, met cokes te verhitten tot een temperatuur van 2000°C.
{\displaystyle {\ce {2CaO + 5C -> 2CaC2 + CO2}}}
Deze reactie wordt in een vlamboogoven uitgevoerd met grafietelektroden. De methode werd in 1888 eveneens per ongeluk uitgevonden door de Canadese uitvinder Thomas Leopold Willson en was economisch rendabel.

## Toepassingen

### Productie van ethyn
Calciumcarbide ontleedt met water onder vorming van ethyn en calciumhydroxide. Calciumhydroxide is gebluste kalk.
{\displaystyle {\ce {CaC2 + 2H2O -> C2H2 + Ca(OH)2}}}
Deze hydrolyse van calciumcarbide was tot in de jaren 30 van de 20e eeuw de enige methode om ethyn te produceren. Hierdoor was calciumcarbide een belangrijk uitgangspunt bij de ontwikkeling van de acetyleenchemie. Walter Reppe speelde hier een belangrijke rol in. Met de opkomst van de petrochemische industrie heeft deze methode sterk aan belang verloren.
Ethyn is op zijn beurt weer een grondstof voor een groot aantal andere verbindingen, waaronder het polymeer polyacetyleen. Dit is een geleidende polymeer.
Calciumcarbide werd tijdens de Tweede Wereldoorlog veel gebruikt in de carbidlamp, onder andere om voertuigen zoals auto's en fietsen van verlichting te voorzien. In een carbidlamp zit een waterreservoir waaruit, na een nauwkeurige en lastige afstelling, water op het carbid druppelt en ethyn ontstaat. Het ethyngas verbrandt vervolgens met een vlam die een helder wit licht geeft. De carbidlamp is na 1945 vrijwel geheel verdrongen door elektrische verlichting. Voor de komst van ethyn in gasflessen werd carbid door smeden gebruikt als brandstof voor lasbranders.

### Carbidschieten
Carbid wordt in het noorden, oosten en zuiden van Nederland rond de jaarwisseling gebruikt voor het carbidschieten.

### Overige toepassingen
Calciumcarbide wordt gebruikt om ruwijzer te ontzwavelen:
{\displaystyle {\ce {S + CaC2 -> CaS + 2C}}}
Daarnaast kan het gebruikt worden als chemisch bestrijdingsmiddel, bijvoorbeeld om mollen en woelmuizen uit te roken. Hiertoe wordt een blokje calciumcarbide in een graafgang gelegd en besprenkeld met water. Het ontstane ethyn verjaagt de dieren. Calciumcarbide is opgenomen in de lijst van pesticiden die door de Europese Unie zijn toegelaten.
Calciumcarbide wordt in de staalindustrie gebruikt voor het ontzwavelen van het ruwijzer.
Calciumcarbide reageert onder hoge temperatuur, bij 1000°C met stikstofgas tot calciumcyaanamide:
{\displaystyle {\ce {CaC2 + N2 ->[{\ce {1000 \ ^{o}C}}] CaCN2 + C}}}

## Websites
- (en)  MSDS van calciumcarbide
- (en)  Gegevens van calciumcarbide in de GESTIS-stoffendatabank van het IFA